# Sol Invicto

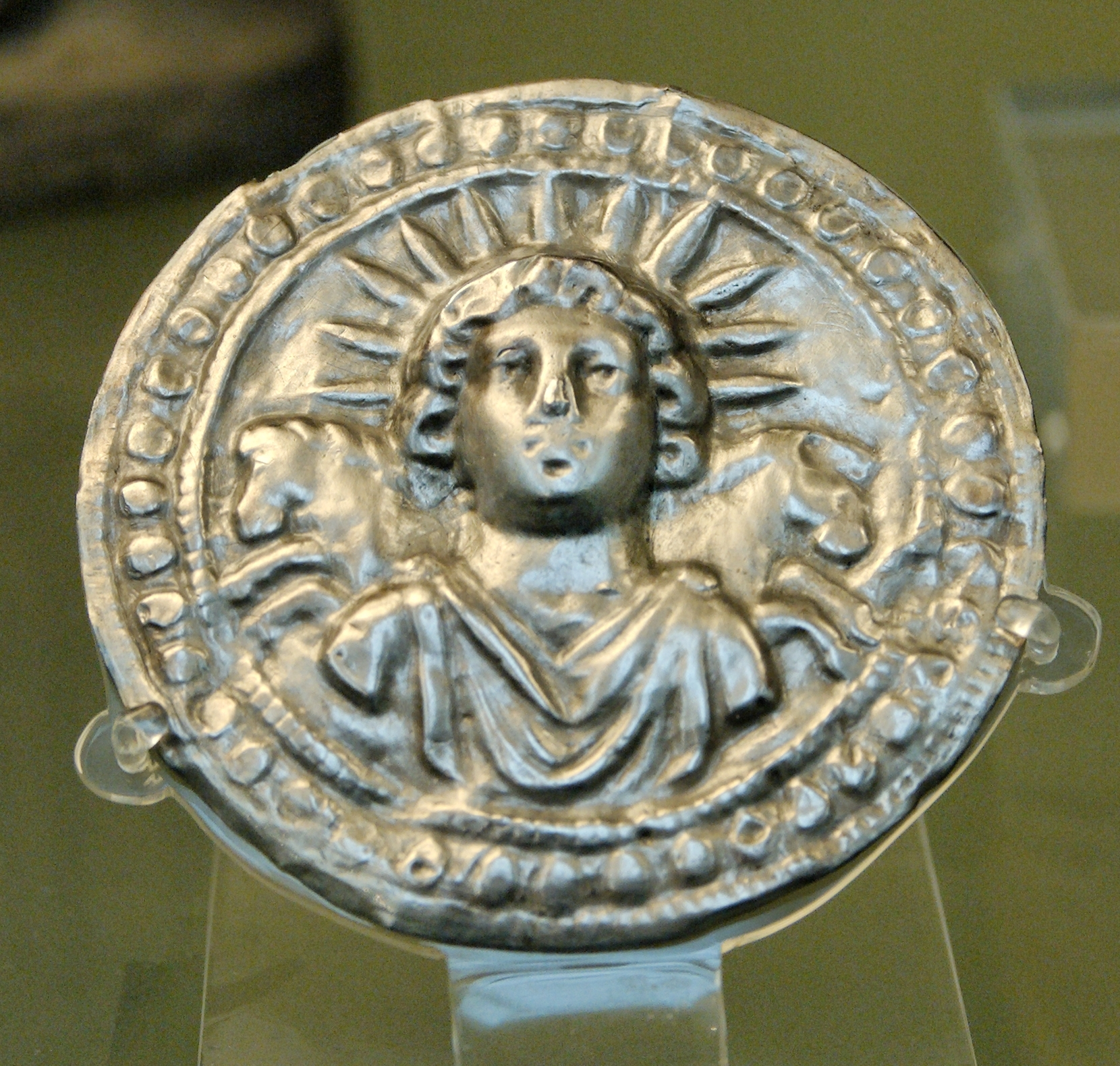
Deus Sol Invicto. Disco de prata romano do, encontrado em Pessino, atual Turquia (exposto no museu britânico).

Sol Invicto (em latim: Sol Invictus) foi o deus sol oficial do Império Romano e posteriormente, um patrono de soldados, também conhecido pelo nome completo, Deus Sol Invicto. Em 25 de dezembro de 274 d.C., o imperador romano Aureliano tornou-o um culto oficial ao lado dos cultos romanos tradicionais.
Era também um título religioso que foi aplicado a três divindades distintas durante o Império Romano tardio. Ao contrário de outros, como o culto agrário do Sol Indiges ("Sol na Terra"), o título Deus Sol Invicto foi formado por analogia ao título imperial pius felix invictus ("pio, feliz, invicto").
O título foi introduzido pelo imperador romano Heliogábalo, durante a sua tentativa abortada de impor o deus Elagabalo Sol Invicto, o deus-sol da sua cidade natal Emesa na Síria. Com a morte do imperador em 222 d.C., contudo, o seu culto esvaneceu-se. Em segundo instante, o título invicto foi aplicado a Mitra em inscrições de devotos. Também, aparece aplicado a Marte.
Finalmente, o imperador Aureliano introduziu um culto oficial do Sol Invicto em 270 d.C., fazendo do Deus Sol a primeira divindade do império. Embora não oficialmente identificado com Mitra, o Sol de Aureliano tem muitas características próprias do mitraísmo, incluindo a representação iconográfica do jovem deus imberbe. O culto do Sol Invicto continuou a ser base do paganismo oficial até a adesão do império ao cristianismo. Antes da sua conversão ao cristianismo, o jovem imperador Constantino tinha o Sol Invicto como a sua cunhagem oficial. E depois, com o Édito de Milão, que concedia liberdade religiosa, houve o uso do símbolo do Chi Rho.